# San Lazzaro degli Armeni
San Lazzaro degli Armeni (pronúncia italiana: [san ˈladdzaro deʎʎ arˈmɛːni]; em armênio/arménio:  Սուրբ Ղազար, transl. Surp Ghazar (São Lázaro)) é uma pequena ilha na Lagoa de Veneza que já abrigou um mosteiro dos mequitaristas uma congregação católica, desde 1717. É o principal centro dos mequitaristas, enquanto o Mosteiro Mequitarista de Viena é a sua principal abadia.
A ilha fica a oeste de Lido e a 2 quilômetros (1,2 mi) a sudeste de Veneza. Possui um formato quadrado e cobre uma área de 3 hectares (7,4 acre(s)s). A ilha é acessível por um vaporetto da estação de San Zaccaria. Cerca de 40000 pessoas visitam a ilha anualmente, com os italianos constituindo a maioria dos visitantes.

## História

### Idade Média
A história registrada da ilha começa no século IX. Em 810, a República de Veneza atribuiu a ilha ao abade do Mosteiro Beneditino de Santo Ilario de Fusina. No século XII, a lepra apareceu em Veneza como resultado do comércio com o Oriente. Leone Paolini, um nobre local, transferiu o simples hospital de San Trovaso para a ilha em 1182. Assim, um leprosário foi estabelecido na ilha, o qual foi escolhido para esse fim devido à sua distância relativa das principais ilhas que formam a cidade de Veneza. Recebeu o nome de São Lázaro, padroeiro dos leprosos. A igreja de San Lazzaro foi fundada em 1348, o que é atestado por uma inscrição em escrita gótica. No mesmo ano, o hospital foi reformado e sua propriedade transferida dos beneditinos para a Basílica patriarcal de San Pietro. A lepra diminuiu em meados de 1500 e a ilha foi abandonada em 1601, quando apenas o capelão e alguns jardineiros permaneceram na ilha para cultivar vegetais. Na segunda metade do século XVII a ilha foi arrendada a vários grupos religiosos. Em 1651, uma ordem Dominicana estabeleceu-se na ilha após fugir da Creta ocupada pelos turcos. Os jesuítas também se estabeleceram brevemente na ilha. No início do século XVIII, apenas algumas ruínas permaneceram na ilha.

### Período armênio
Em abril de 1715, um grupo de doze monges católicos armênios liderados por Mkhitar Sebastatsi (em italiano:  Mechitar di Sabaste) chegou a Veneza a partir de Moreia, hoje conhecida como Península do Peloponeso, após sua invasão pelo Império Otomano. Os monges eram membros de uma ordem católica fundada por Mkhitar em 1701, em Constantinopla, capital do Império Otomano. A ordem mudou-se para Modone (Metoni), na costa sul do Peloponeso, em 1703, após repressões por parte do governo otomano e da Igreja Apostólica Armênia. Em 1712 a encomenda foi reconhecida pelo Papa Clemente XI.
Em 8 de setembro de 1717, na festa da Natividade de Nossa Senhora, o Senado veneziano cedeu San Lazzaro a Mequitar e seus companheiros, que concordaram em não renomear a ilha. Ele se lembrou do mosteiro na ilha do Lago Sevã, onde havia buscado educação no início de sua vida. Após a aquisição, os monges começaram os trabalhos de restauração dos edifícios existentes na ilha. A comunidade inteira então se mudou para a ilha em abril de 1718, quando os edifícios em San Lazzaro se tornaram habitáveis. O próprio Mkhitar desenhou a planta do mosteiro, que foi concluída em 1840. O mosteiro originalmente incluía 16 celas para monges, que foram adaptadas do antigo hospital. A restauração da igreja durou de maio a novembro de 1722. Mkhitar morreu em 1749. A torre do sino foi concluída um ano depois, em 1750.
A República de Veneza foi desestabelecida por Napoleão em 1797. Em 1810, ele aboliu todas as ordens monásticas de Veneza e do Reino da Itália, exceto a dos Mequitaristas em San Lazzaro. A congregação mequitarista foi deixada em paz, de acordo com algumas fontes, devido à intercessão de Roustam Raza, guarda-costas mameluco de Napoleão de origem armênia. Napoleão assinou um decreto, datado de 27 de agosto de 1810, que declarava que a congregação podia continuar a existir como uma academia. Desde então, San Lazzaro também é conhecido como uma academia e às vezes referido em latim como Academia Armena Sancti Lazari.
O mosteiro foi ampliado significativamente por meio da recuperação de terras quatro vezes desde o século XIX. Primeiro, em 1815, os Mequitaristas receberam permissão do imperador austríaco Francisco I para expandir a ilha. A área ao norte da ilha foi preenchida, o que dobrou sua área de 7.900 m² para 13.700 m². Em 1836, foi construída uma parede limite ao redor da área recém-recuperada da ilha. O canal da casa de barcos foi preenchido em 1912 e transferido para o canto oeste. A linha da costa foi endireitada. Esses ajustes aumentaram sua área para 16.970 m². A última grande ampliação de San Lazzaro ocorreu no período pós-Segunda Guerra Mundial. Entre 1947 e 1949, a ilha foi expandida no sudeste e no sudoeste. A ilha tem hoje uma área de 30.000 m² ou 3 hectares.